# قوبيون نهري
قوبيون نهري أو جوبيو أو الجودجون هو نوع من الأسماك في عائلة شبوطيات. توزع هذه السمكة الصغيرة على نطاق واسع في مجاري المياه العذبة والبحيرات عبر وسط أوراسيا المعتدلة.

## نبذة
يسكن جودجون في المياه العذبة ذات القيعان الرملية. حيث إنه فصيلة اجتماعية، ويتغذى على اللافقاريات القاعية. وعمرها الافتراضي يصل إلى خمس سنوات. وعادة ما يكون طول الجودجون أقل من 12سم، ونادرًا ما يزيد عن 15 سم. قد يشير الاسم الشائع جودجون أيضًا إلى أنواع أخرى من الأسماك.

## وصف
يتميزجهاز الجودجون بجسم طويل ونحيل ومستدير ويتراوح عادة بين، ولكن يمكن أن تصل إلى 21سم. لها زعانف ظهرية وشرجية قصيرة لا تحتوي على أشعة مسننة. هناك باربل شفري في كل زاوية من فمه. يحتوي على صفين من الأسنان البلعومية، مخروطي الشكل، ومنحني قليلاً عند الطرف. رأسه عريض ومسطّح، مع أنف منفرج نوعًا ما، والفك السفلي أقصر من الفك العلوي. لها قشور كبيرة وهناك 40 إلى45 منها على طول الخط الجانبي. مثانة السباحة كبيرة. عادة ما تكون هذه السمكة ذات لون بني مخضر من الأعلى وفضية على الجانبين، وتحتوي على صف من ستة إلى اثني عشر بقعة داكنة باهتة على طول الجناح. لها جانب سفلي أبيض، وزعانفها الصدرية والبطنية والشرجية ذات لون أبيض مائل للرمادي مع لون بني خفيف. الزعانف الظهرية والذيلية لونها بني فاتح مندمجة مع بقع داكنة.

## الإنتشار والتوزيع
يتواجد الجودجون في قنوات المياه العذبة في شرق المحيط الأطلس وبحر الشمال وأحواض بحر البلطيق. وتشمل هذه القنوات مجاري لوار والصرف إلى الشرق، وتصريف مياه شرق بريطانيا ورون، ونهر الدانوب العلوي ودنيستر الأوسط والعليا، ومصارف نهر بوك ودنيبير في حوض البحر الأسود. من غير الواضح إلى أي مدى يمتد نطاقه في آسيا. توجد عادة في البحيرات والأنهار والجداول من جميع الأحجام ذات القيعان الرملية أو الحصوية.

## سلوك
يتحرك الجودجون في المياه الضحلة فوق القيعان الرملية والحصوية، ويتغذى على الديدان والحشرات المائية واليرقات والرخويات الصغيرة والبويضات واليرقات. عادة ما يكون نشط خلال النهار. إنه قادر على إصدار أصوات الصرير، ويعتقد أنها وسيلة للتواصل بين الأفراد. يتكاثر في المياه الضحلة فوق الحجارة. يتم وضع البيض من أبريل إلى أغسطس، عندما تكون درجة حرارة الماء أعلى من 13درجة مئوية. يتم إطلاق البيض فوق الطبقة السفلية وينجرف مع التيار قبل التصاقه بالقاع. تتغذى اليرقات والصغار على المخلفات الموجودة في القاع. تنمو الإصبعيات إلى حوالي 12سم في السنة الأولى ويمكن لهذه السمكة أن تعيش لمدة تصل إلى خمس سنوات. هذا النوع ذو قيمة كبيرة لنكهته اللذيذة.

## الحيوانات المفترسة
يعتبر الجودجون فريسة شائعة للعديد من الحيوانات المفترسة التي تأكل الأسماك مثل ثعلب الماء الأوراسي أو الرفراف العادي. في أوروبا الوسطى، على الجداول والأنهار، يشكل الجودجون ما يصل إلى 45 ٪ من النظام الغذائي لطيور الرفراف الشائعة (بالأعداد، عادة ما بين 25 و 35 ٪) ويمثل أكثر الأسماك فريسة للصيد. أظهرت إحدى الدراسات أن الجودجون يتكون أكثر من 80٪ من النظام الغذائي لثعالب الماء بالأرقام وأكثر من 50٪ من النظام الغذائي بالوزن (تيار شوتيسانكا، بوهيميا الوسطى، جمهورية التشيك).

## حالة
للجودجون مجموعة واسعة ومتوفرة في العديد من المناطق. لا تواجه أي تهديدات محددة لذلك قام الاتحاد الدولي لحفظ الطبيعة بإدراجاها على أنها من «الأقل قلقًا».